# Teyl luculentus
Teyl luculentus is een spinnensoort uit de familie Anamidae. 
Teyl luculentus werd in 1975 beschreven door Main.